# Заславские
Засла́вские (пол. Zasławski) — угасший русско-литовский княжеский род, отрасль князей Галицких.

## История родов
Первый из них происходит от сына великого князя литовского, Гедимина — Евнута, который, лишившись великокняжеского престола, получил в удел Заславль (в Минском воеводстве). Его праправнук, князь Михаил Иванович Заславский, женившись на княжне Юлиане Ивановне Мстиславской, принял это имя и был родоначальником князей Мстиславских.
Второй род Заславских — отрасль князей Острожских. Сын князя Василия Фёдоровича Острожского, Юрий, получил имение Заслав, от которого принял фамилию, в конце XV века. После смерти в 1656 году Доминика Заславского всё наследство Острожских и Заславских перешло по женской линии к Любомирским. Выделился, как один из наиболее богатых и влиятельных родов Речи Посполитой. Выходцы из семьи были в социальной верхушки, многие вышли, как государственные деятели, богатейшие и крупнейшие землевладельцы, благотворители и меценаты. Некоторое время владели Острожской ординацией и являлись самым богатым родом Украины и Речи Посполитой, после Любомирских, к которым через женскую линию перешло всё их состояние. После слияния двух самых богатых родов у последних образовался самый большой капитал в Европе.

## Описание гербов

#### Герб старшей ветви
Герб старшей ветви князей Заславских по гербовнику В.А. Дурасову: герб  князей Заславских - это герб великого княжества Литовского (герб Погоня): в червлёном поле скачущий на белом коне рыцарь в серебряных латах, держащий в левой руке серебряный щит, на котором восьмиконечный червлёный крест, а в правой поднятой руке меч. Щит покрыт княжеской мантией и российской княжеской шапкой.

#### Герб младшей ветви
Герб младшей ветви князей Заславских - это герб Острог: в червлёном поле золотая шестиконечная звезда, под которой золотой полумесяц, обращённый рогами вверх (польский герб Лелива). Над звездой серебряный полумесяц с не заострёнными, вниз обращёнными рогами, на который упирается серебряная стрела с широким наконечником (польский герб Огоньчик).

## Известные представители
Юрий Васильевич Заславский (ум. ок. 1500) — первый князь Заславский (1450 — ок. 1500), старший сын князя Василия Федоровича Острожского и Анны Ивановны Подберезской. Был женат на Софии (Варваре) Юрьевне, дочери князя Юрия Семеновича Пинского. Дети:
- Андрей Юрьевич Заславский (ум. ок. 1535), князь заславский
- Иван Юрьевич Заславский (ум. ок. 1514/1516), князь заславский
- Юрий Юрьевич Заславский (ум. ок. 1516/1527)
- Лев Юрьевич Заславский (ум. ок. 1516/1527)
- Сергей Юрьевич Заславский (ум. ок. 1516/1527)
- Иосиф Юрьевич Заславский (ум. ок. 1516/1527)
- Родион Юрьевич Заславский (ум. ок. 1516/1527)
- Александр Юрьевич Заславский (ум. ок. 1516/1527).

Иван Юрьевич Заславский (ум. ок. 1514/1516) — князь заславский (ок. 1500 — ок. 1514/1516), сын князя Юрия Васильевича Заславского и Софии Юрьевны Пинской. Был женат на Елене Федоровне (ум. после 1545). Дети:
- Михаил Иванович Заславский (ум. ок. 1530)
- Кузьма Иванович Заславский (ум. 1556), князь заславский.

Кузьма Иванович Заславский (ум. 1556) — князь заславский (ок. 1535—1556), младший сын князя Ивана Юрьевича Заславского и Елены Федоровны. Был женат на княжне Анастасии Юрьевне Гольшанской-Дубровицкой (ум. 1561), дочери воеводы киевского князя Юрия Александровича Гольшанского (ум. 1511). Дети:
- Анна Кузьминична Заславская (ум. 1582), жена с 1547 г. князя Ивана Федоровича Чарторыйского (ум. 1566/1567)
- Януш Кузьмич Заславский (ум. 1562), князь заславский.

Януш Кузьмич Заславский (ум. 1562) — князь заславский (1556—1562), сын князя Кузьмы Ивановича Заславского и Анастасии Юрьевны Гольшанской. Жена происходила из рода Кирдеев. Дети:
- София Янушовна Заславская (ум. после 1618), жена Александра Загоровского и Фридриха Тышкевича (ум. после 1621)
- Януш Янушевич Заславский (ум. 1629), князь заславский, воевода подляшский и волынский
- Михаил Янушевич Заславский (ум. 1587).

Януш Янушевич Заславский (1560 — 04.08.1629) — князь заславский (1562—1629), староста житомирский (1595—1606) и переяславский (1620—1629), воевода подляшский (1591—1604) и волынский (1604—1629), старший сын князя Януша Кузьмича Заславского. Около 1577 г. женился на княжне Александре Романовне Сангушко (1560—1602), дочери польного гетмана литовского князя Романа Федоровича Сангушко, а после 1609 года вторично женился на Марианне Лещинской (ок. 1574—1642), дочери каштеляна сремского Рафаэля Лещинского. Дети:
- Александр Янушевич Заславский (ум. 1629), князь заславский, воевода брацлавский и киевский
- Константин Янушевич Заславский (+1615), женат на Анне Потоцкой
- Эльжбета Янушевна Заславская, 1-й муж — Ян Щенсный Гербут (ум. 1615), 2-й муж — Максимилиан Пшерембский
- София Янушевна Заславская, жена с 1603 года Яна Остророга (1547—1622)
- Юрий Янушевич Заславский (1592—1636), староста владимирский (1635—1636).

Александр Заславский (ок. 1577—1629) — князь заславский (1629), староста житомирский (1606—1629), каштелян олинский (1605—1615), воевода брацлавский (1615—1628) и киевский (1628—1629), второй ординат Острожский (1620—1629), старший сын воеводы волынского князя Януша Янушевича Заславского и Александры Романовны Сангушко. В 1622 г. женился на княжне Евфросинии Янушевне Острожской (+1628), дочери воеводы волынского и каштеляна краковского князя Януша Константиновича Острожского. Дети:
- Франциск Заславский (ум. 1622)
- Владислав Доминик Заславский (1618—1656), князь заславский, воевода сандомирский и краковский;
- Кароль Заславский (ум. после 1618)
- Константин Александр Заславский (1620—1642)
- Януш-Исидор Заславский (1622—1649)
- Констанция Заславская (ум. 1630), жена графа Фердинанда Гонзага-Мишковского
- Сюзанна Заславская (ум. до 1628).

Владислав Доминик Заславский (1618-05.05.1656) — крупнейший украинский магнат, князь заславский (1629—1656), третий ординат Острожский (1629—1656), староста луцкий (1636—1656), великий конюший коронный (1636), воевода сандомирский (1645—1649) и краковский (1649—1656), региментарий коронных войск (1648), второй сын воеводы брацлавского и киевского князя Александра Заславского и княжны Евфросиньи Острожской.
Александр Януш Заславский (1651—1682) — последний князь заславский (1656—1682), четвёртый ординат Острожский (1656—1682), единственный сын воевода сандомирского и краковского князя Владислава-Доминика Заславского и Екатерины Собесской. В 1656 г. после смерти своего отца Александр Януш Заславский унаследовал обширную Острожскую ординацию. Около 1660 г. основал город Александрию (Сколе). В 1669 г. знатный и богатый украинский князь-магнат Александр Януш Заславский претендовал на польский королевский престол. Александр Януш Заславский не был женат и не оставил потомства.